# Hoya inconspicua
Hoya inconspicua är en oleanderväxtart som beskrevs av William Botting Hemsley. Hoya inconspicua ingår i släktet Hoya och familjen oleanderväxter. Inga underarter finns listade i Catalogue of Life.